# Savez komunista Makedonije (1992.)
Savez komunista Makedonije (makedonski: Sojuz na Komunistite na Makedonija) je politička stranka u Makedoniji osnovana 1992. pod imenom Savez komunista Makedonije - Spomenik slobode. Stranka surađuje sa srbijanskim komunistima. Predsjednik je Angele Mitreski.[nedostaje izvor]
Na izborima 1998. stranka je dobila 2 756 glasova (0,25 %).[nedostaje izvor]